# Daggatoun

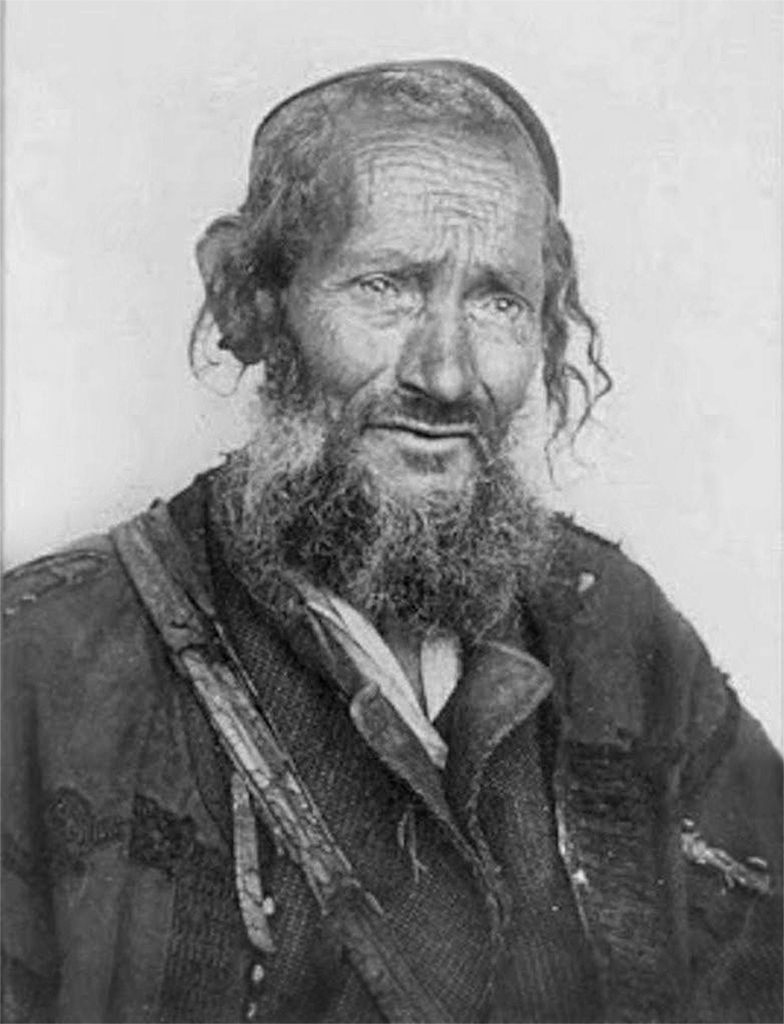
Rabbi Mordechai Aby Serour explorateur juif marocain qui a révélé en 1895 l'existence des Daggatoun au monde occidental

Les Daggatoun sont une tribu nomade d'origine juive vivant dans le voisinage de Tementit, dans l'oasis du Touat, actuellement à l'ouest du Sahara algérien.
Le premier rapport sur eux est dû au rabbin Mardochée Aby Serour d'Akka (Maroc), qui, en 1857 a voyagé avec son frère Itzhak à travers le Sahara jusqu'à Tombouctou, et dont le récit des voyages a été publié dans le Bulletin de la Société de Géographie en décembre 1895.

## Historiographie

### Caractéristiques
Selon le rabbin Serour, les Daggatoun habitent sous des tentes et ressemblent aux Touaregs berbères parmi lesquels ils vivent, en ce qui concerne la langue, la religion et les coutumes en général. Toutefois, aucun n'est Noir ; ils sont de teint plus clair que la plupart des Juifs d'Afrique (Serour les décrit « blancs comme neige  » et très beaux,), et sont encore conscients de leur origine ; à sa rencontre, ils lui ont déclaré : « Nous sommes des Juifs et nos ancêtres étaient originaires de Tamentit »,. 

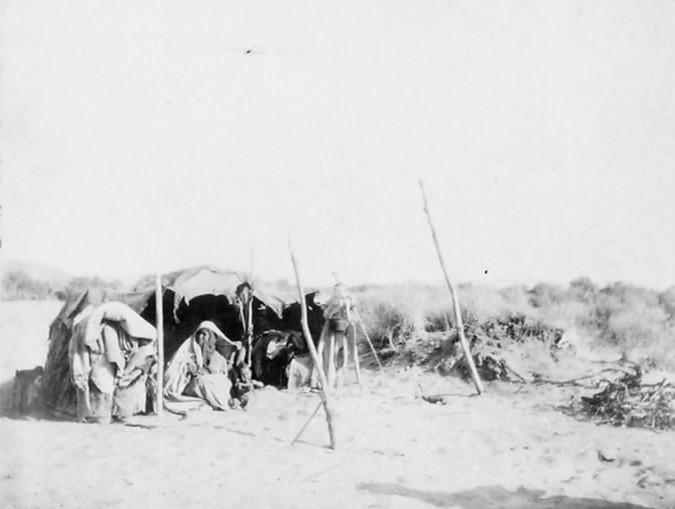
Campement touareg, 1893

Ils sont soumis aux Touaregs qui occupent le territoire situé au nord du fleuve, de Tombouctou à l'Adrar et à l'Aïr, et sont donc moins bien lotis qu'eux car considérés comme inférieurs du fait de leur origine juive,. Ce traitement les oblige à s'assurer les services d'une personne parmi les Touaregs mêmes, qui agit en tant que défenseur en cas de besoin. Les Touaregs ne se marient pas avec eux.  
Toujours selon Mardochée Aby Serour, leur implantation au Sahara date de la fin du VIIe siècle, lorsque Abd al-Malik de la dynastie des Omeyyades étant monté sur le trône, poussa ses conquêtes jusqu'au Maroc. À Tementit, il tenta de convertir les habitants à l'islam et, comme les Juifs offraient une grande résistance, il les persécuta et les exila dans le désert d'Ajaj[Où ?], comme il le fit pour les Touaregs qui n'avaient que partiellement accepté l'islam. Coupés de tout lien avec leurs frères, ces Juifs du Sahara perdirent peu à peu leurs pratiques juives et devinrent nominalement musulmans. Serour remarque qu'ils invoquent fréquemment Mahomet mais ne se prosternent pas et ne connaissent pas le Coran.
Ce que dit Serour est assez fondé. Les Arabes qui sont allés jusqu'à Ajaj doivent être identifiés avec les Mechagras mentionnés par l'explorateur Erwin von Bary, parmi lesquels il est dit que vivaient encore quelques Juifs. Victor J. Horowitz parle aussi de nombreuses tribus libres dans les régions désertiques qui sont juives de race mais qui ont peu à peu abandonné les coutumes juives et apparemment accepté l'islam,. Parmi ces tribus, dit-il, se trouvent les Daggatoun, au nombre de plusieurs milliers et dispersés entre plusieurs oasis dans le Sahara, allant même jusqu'à la rivière Dialiva (Djoliba ?)  ou le Niger. Il dit aussi qu'ils sont très belliqueux et constamment en conflit avec les Touaregs. Selon Horowitz, il faut penser que les Mechagras ci-dessus mentionnés doivent également être reconnus comme constituant l'une de ces tribus juives.
A la fin du XXe siècle, des Daggatoun vivraient encore parmi les Touaregs de Gao, Bourem, Tombouctou (Mali), villes situées au sud-ouest de l'Algérie. Ils se déclareraient sans hésitation d'origine juive ; leur nom « Imrad » en tamachek (la langue berbère des Touaregs) ou « Daga » en songhaï (langue nilo-saharienne) désigne les Daggatoun, « la tribu d'origine juive vivant parmi les Touaregs » décrite par Serour et Loeb. Quelques Dagas disent que leurs ancêtres venaient du Maroc, qu'ils faisaient le commerce du sel et du tabac et « d'autres se déclarent nettement d'origine juive et touatienne, ce qui (renforcerait) la thèse d'une migration vers le sud après les persécutions et les massacres infligés aux Juifs du Touat, en 1492 ». Leur lexique est riche de mots indicatifs : par exemple les notions telles que « savoir, connaître » sont exprimées par le mot talmud.

## Juifs parmi les Berbères

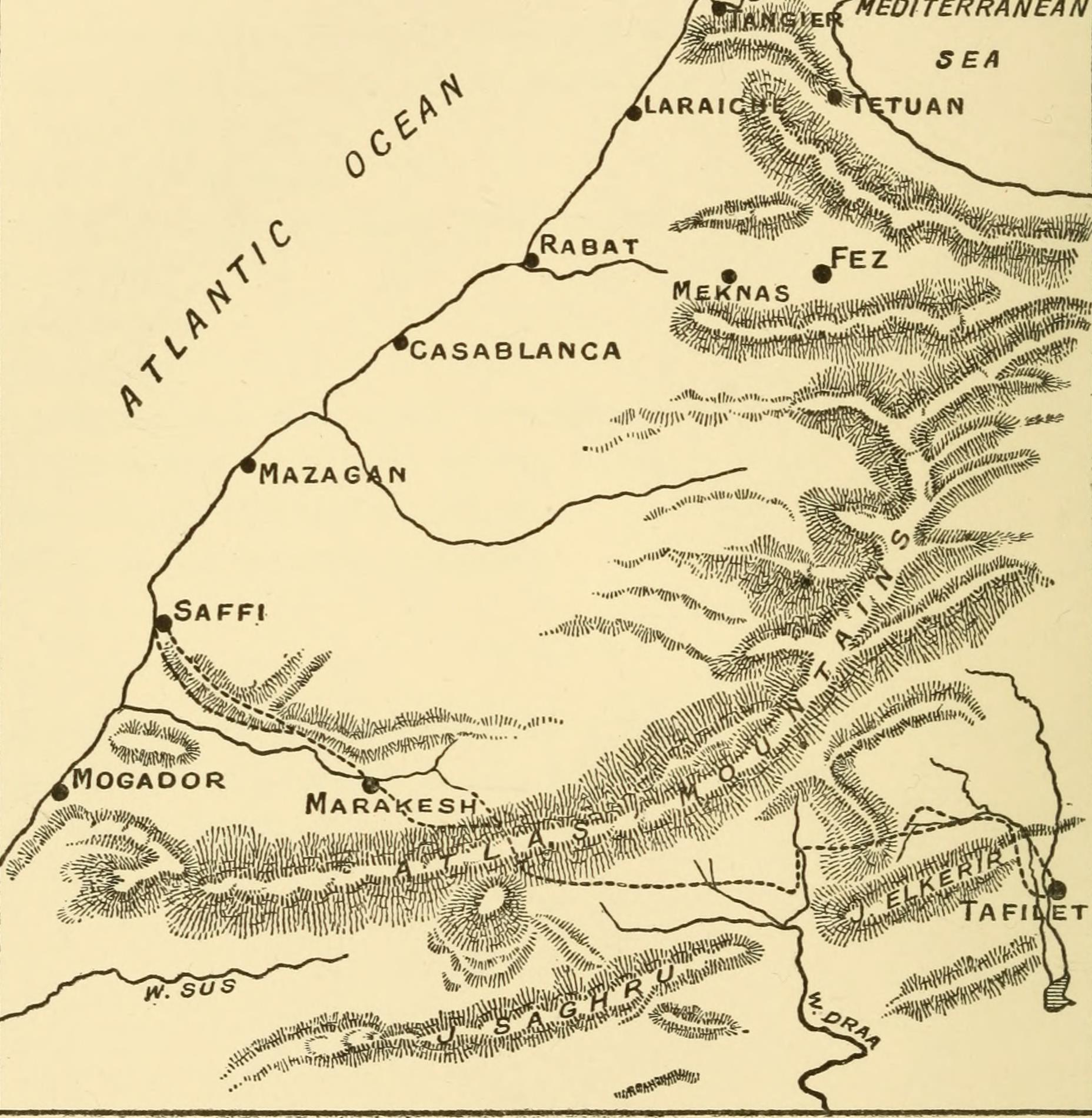
Carte d'exploration du Maroc, Tafilet et le nord-ouest du Sahara, 1895

Il semble y avoir peu de doute sur le fait que le sang juif s'est mélangé en grande partie à celui des Berbères vivant au Sahara algérien et marocain qui auraient été eux-mêmes de confession israélite à un moment donné,. 
Au VIIe siècle, de nombreux Juifs espagnols ont fui la persécution des Wisigoths en Afrique du Nord et parmi eux, certains se sont déplacés vers l'intérieur des terres et ont fait du prosélytisme parmi les tribus berbères. Un certain nombre de tribus, y compris les Jarawas, les Ouled Jarir et certaines tribus du peuple Daggatoun se sont converties au judaïsme.
Selon une autre tradition, ils descendraient des Philistins chassés de Canaan. Il existe une tradition qui veut que Moïse ait été enterré à Tlemcen en Algérie, et la présence d'un grand nombre de Juifs dans cette partie de l'Afrique est attestée non seulement par le grand nombre des lieux sacrés et de sanctuaires qui portent des noms bibliques et sont considérés comme saints par les musulmans aussi bien que par les Juifs mais aussi par la présence d'un grand nombre de sagas juives que Basset  a recueillies dans l'ouvrage cité ci-dessous. L. Ruin écrit : « Certaines tribus berbères ont été pendant longtemps de religion juive, en particulier à Amès, et, aujourd'hui encore, nous voyons parmi les Hanensha de Sukahras (Algérie) une tribu semi-nomade d'Israélites qui se consacre entièrement à l'agriculture »,.
Le géographe et explorateur allemand Friedrich Gerhard Rohlfs (1831-1896) n'a trouvé personne qui professât le judaïsme dans toute l'oasis du Touat ; ceux qui y ont vécu dans des temps anciens ont tous été soit convertis soit exterminés par les musulmans. Il note, toutefois, que leurs descendants ont conservé l'aptitude caractéristique des Juifs pour le commerce.

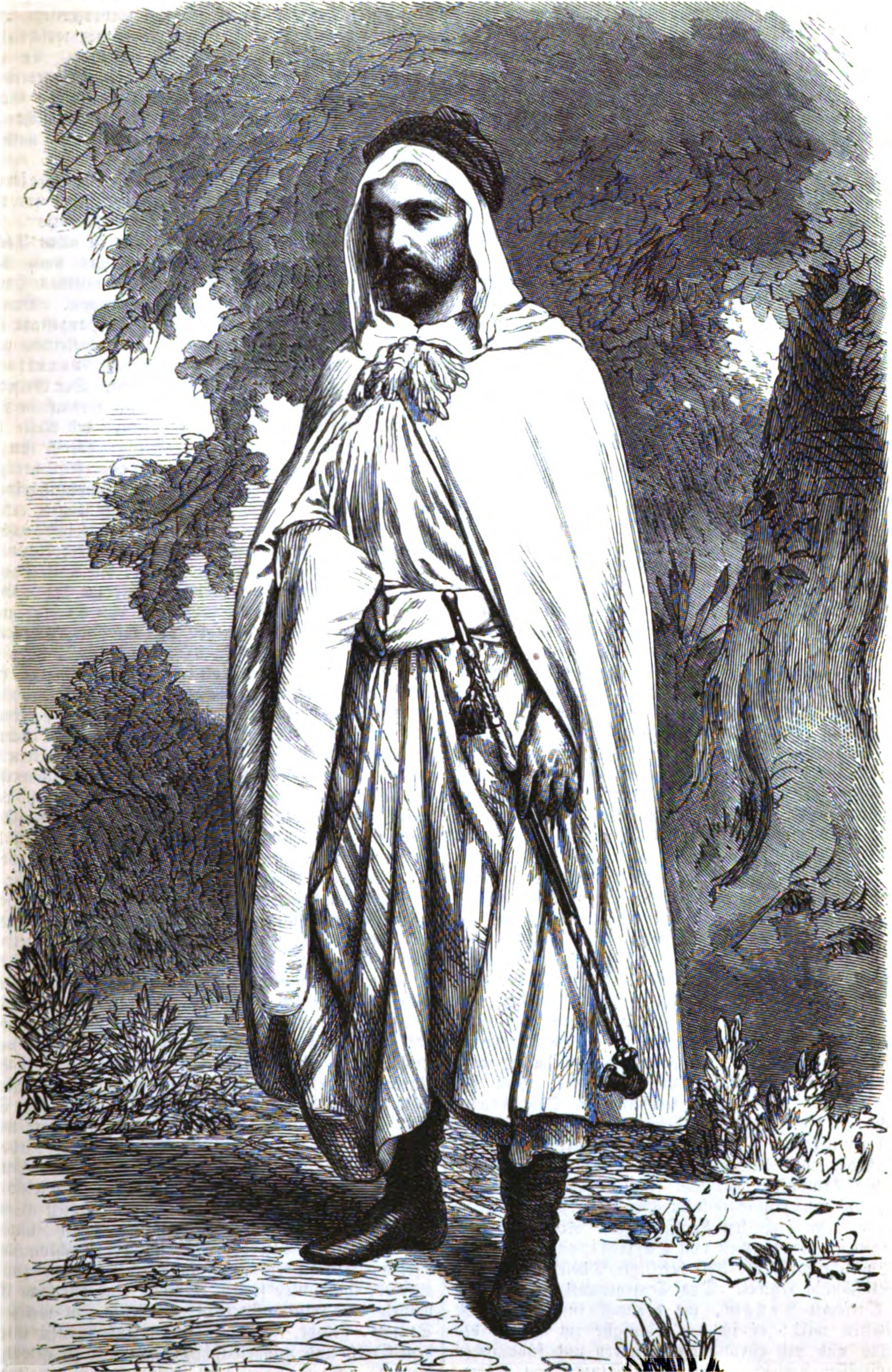
Gerhard Rohlfs, 1865

Néanmoins, on peut remarquer qu'on trouve des Juifs dans les « kşurs » berbères tout le long du Sud marocain et du Sahara adjacent. Ainsi, à Outat près de Tafilet, il existe un mellah avec environ 500 Juifs et, à Figuig, un autre mellah avec 100 Juifs. Plus loin vers le sud, de Tafilet à Touat, il existe une grande communauté juive dans l'oasis de Alhamada et, à Tementit, à deux semaines de voyage de Tafilet, les 6 000 ou 8 000 habitants descendraient, dit-on, de Juifs convertis à l'islam. Et même beaucoup plus loin à l'ouest, dans la province de Sous, on trouve Ogulmin avec 3 000 habitants, dont on dit que 100 sont juifs. 
Il existe également à la fin du XXe siècle, près du lac Faguibine à l'ouest de Tombouctou, une tribu touarègue appelée Tel Izariyel où des membres se prénomment Eli, Izariyel ou se nomment Lewi ou Leway.
En 1993, l'historien malien Ismaël Diadié Haïdara crée une organisation appelée Zakhor (« Souvenir »), Association de Tombouctou pour l'amitié avec le monde juif, qui est majoritairement composée de Maliens descendants de Juifs, comme son fondateur. Au fil des ans, une grande partie de l’histoire de la communauté juive malienne a été découverte, qui était autrefois dissimulée pour éviter la persécution,.
On attend toujours des informations détaillées concernant les Daggatoun dont le nom pourrait dériver de l'arabe tughatun (= infidèles) comme Serour indique qu'ainsi les Touaregs désignent ceux qui ont changé de croyance, des convertis.

## Publications
En France, le rabbin français Isidore Loeb publie et annote le récit de voyage de Serour en 1880 dans le Bulletin de l'Alliance israélite universelle (AIU). Aux Etats-Unis, « The Jewish Messenger » publie le récit dans son édition du 11 mars 1881. L'écrivain et rabbin Henry S. Morais (1860-1935) la publie avec ses commentaires en 1882 à Philadelphie. Son petit ouvrage remporte un certain succès ; le « Philadelphia Press » souligne que « aucun livre de même étendue et de valeur n'a encore paru » et « The New York Independent » ajoute que « c'est un livre opportun et utile, et l'exposition des merveilleuses activités et capacités des Israélites du monde ».

## Sources

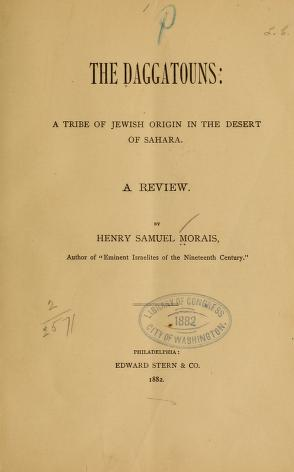
The Daggatouns par H. S. Morais, 1882 (en ligne)

- (en) Cet article reprend partiellement ou en totalité le texte de la Jewish Encyclopedia de 1901-1906 (article Daggatun), une publication tombée aujourd'hui dans le domaine public.
- Mardochée Aby Serour, Les Daggatoun : tribu d’origine juive demeurant dans le désert du Sahara, Ch. Maréchal ; traduit de l’hébreu et annoté par Isidore Loeb, Paris, 1880. (Supplément au Bulletin mensuel de l’Alliance israélite universelle, janvier 1880). Aperçu en ligne
- Idrissa Ba, Continuité ou discontinuité de la présence juive à Walâta et dans le Sahel ouest-africain du XVe au XIXe siècle, Outre-Mers - Revue d'histoire, année 2008, 358-359, p. 184 (lire en ligne sur Persée).
- (en) Henry Samuel Morais, The Daggatouns: A tribe of Jewish origin in the Desert of Sahara, Ed. Stern & Co, Philadelphia, 1882 (lire en ligne sur Archive). (Réimpression du « Jewish Messenger[23] » du 11 mars 1881).